# Lecteria mattogrossae
Lecteria mattogrossae är en tvåvingeart som beskrevs av Alexander 1913. Lecteria mattogrossae ingår i släktet Lecteria och familjen småharkrankar. Inga underarter finns listade i Catalogue of Life.